# Madis Timpson
Madis Timpson (* 1. Oktober 1974 in Viljandi) ist ein estnischer Politiker. Er war vom 1. April bis zum 23. Juli 2024 übergangsweise Justizminister der Republik Estland in der Koalitionsregierung von Ministerpräsidentin Kaja Kallas. Timpson gehört der liberalen Estnischen Reformpartei an.

## Leben und Politik
Madis Timpson schloss 1993 die Schule in seiner Heimatstadt Viljandi ab. Anschließend studierte er zunächst Geschichte, dann Rechtswissenschaft an der Universität Tartu. 2001 machte er dort seinen Magister-Abschluss. 2004 trat Timpson der Estnischen Reformpartei bei.
Von 2001 bis 2003 und erneut von 2005 bis 2007 war Timpson Stadtsekretär von Viljandi. 2004/05 war er Berater des estnischen Außenministers. Von 2007 bis 2014 arbeitete er im estnischen Justizministerium, u. a. 2014/15 als Rechtsberater des Innenministers. Anschließend war er von 2015 bis 2017 Rechtsberater des estnischen Finanzministers.
Vom 3. März 2017 bis zum 25. März 2024 war Timpson Bürgermeister von Viljandi.
Am 1. April 2024 trat er als estnischer Justizminister in die Koalitionsregierung von Ministerpräsidentin Kaja Kallas ein. Er war Nachfolger seines Parteifreunds Kalle Laanet, der nach Korruptionsvorwürfen zurückgetreten war. Im Rahmen einer Kabinettsumbildung unter dem neuen Ministerpräsidenten Kristen Michal musste Timpson sein Amt am 23. Juli 2024 nach weniger als vier Monaten aufgeben.
Seitdem ist Timpson Abgeordneter des estnischen Parlaments (Riigikogu) in dessen 15. Legislaturperiode.

## Privatleben
Madis Timpson ist geschieden. Er hat ein Kind.